# Барабинка (Новосибирская область)
Барабинка — упразднённая деревня в Коченёвском районе Новосибирской области России. Входила в состав Поваренского сельсовета. Исключена из учётных данных в 2009 г.

## География
Площадь деревни — 46 гектаров.

## Население
Последний житель покинул Барабинку в 1999 году.
| 2002 | 2007 |
| ---- | ---- |
| 0    | →0   |

## Инфраструктура
В деревне по данным на 2007 год отсутствует социальная инфраструктура.